# Astoxenus amicus
Astoxenus amicus är en skalbaggsart som beskrevs av Louis Albert Péringuey 1907. Astoxenus amicus ingår i släktet Astoxenus och familjen Cetoniidae. Inga underarter finns listade.